# Kensuke Mitsuda
Compléments
Connu pour ses recherches en léprologie et comme partisan de la ségrégation des patients lépreux
Kensuke Mitsuda (光田健輔, Mitsuda Kensuke) (12 janvier 1876 - 14 mai 1964) est un léprologue japonais qui fut directeur du sanatorium Tama Zenshōen de 1914 à 1931 et du sanatorium national de Nagashima Aiseien de 1931 à 1957. Il est un fervent partisan de la politique discriminatoire de la lèpre au Japon et reçu l'ordre du Mérite culturel en 1951 et la médaille Damien-Dutton en 1961. Il est autant l'object d'admiration par certains que de critiques par d'autres.

## Biographie
Né dans la préfecture de Yamaguchi en 1876, il étudie la médecine chez un docteur de Yamaguchi. Il arrive à Tokyo en 1894 et étudie de nouveau la médecine chez un médecin avant de passer le premier test de l'examen de pratique des médecins en 1895. Il étudie plus tard dans l'école privée Saisei Gakusha. Il passe l'examen final en 1896 et étudie la pathologie à l'université impériale de Tokyo pendant deux ans. En 1897, il travaille à l'hôpital métropolitain Yoikuen de Tokyo où il rencontre des patients atteint de la lèpre. En 1899, il les isole au sein de l'hôpital et créé un quartier spécial nommé Kaishun, d'après l'hôpital Kaishun de Kumamoto. Il s'agit de la première tentative de soigner la lèpre dans un hôpital public au Japon. Il fait plus tard de nombreuses conférences sur la nécessité d'une politique nationale sur la lèpre.
En 1909, il devient le médecin-chef du nouvel hôpital Tama Zenshoen puis en devient directeur en 1914 . Il voyage ensuite dans le monde pour étudier la lèpre. Sur l'exemple d'Hawaï et des Philippines, les îles éloignées sont considérées comme des sites idéaux pour installer des sanatoriums, et un établissement national est établi dans la mer intérieure de Seto dans la préfecture d'Okayama et il en devient le premier directeur en 1931.
Parmi les critiques qu'il reçoit est le fait qu'il commence à pratiquer la vasectomie sur les enfants des patients lépreux. À l'origine, cela est due aux difficultés à élever les enfants dans l'hôpital, et plus tard, à l'aggravation de la lèpre pendant la grossesse. Le ministère de l'Intérieur est consulté mais ne donne aucune réponse. Mitsuda est également connu comme un fervent partisan de la ségrégation des patients et en 1951, il déclare à la chambre haute du gouvernement que tous les patients atteints de la maladie de Hansen doivent être hospitalisés. Bien que l'effet négatif de cette politique ait été plus tard établie, il n'en change pas son principe et contribue à la loi de 1953 sur la prévention de la lèpre, qui conserve le principe de la ségrégation.
Il affirme le 8 novembre 1951 que « Les statistiques du ministère du Bien-être social disent que 2 000 patients ne sont pas dans les sanatoriums, mais il peut y avoir plus de patients. Les patients hors des sanatoriums doivent être hospitalisés, et de nombreux patients refusent nos demandes. L'infection familiale se poursuit si l'hospitalisation forcée n'est pas introduite. Les menottes peuvent être nécessaires, mais les intellectuels n'entrent pas dans les sanatoriums sans excuses. La loi doit être plus ferme ». Le 2 octobre 1952, il déclare que « Sur mes propos de l'année dernière, je n'ai pas eu assez de temps pour la préparation. Il n'y avait pas de temps. Les personnes que je veux hospitaliser de force sont des patients exceptionnellement violents. J'ai peur de l'infection familiale ».
En tant que léprologue, il est essentiellement un pathologiste. Il découvre pour la première fois la coexistence de la tuberculose et la lèpre dans un ganglion lymphatique. Le nombre d'autopsies qu'il mène est le plus important au monde lorsque les cas postérieurs sont additionnés.
Bien qu'il ne se considère pas comme un immunologiste, sa découverte du test lepromin (en) est sa plus importante réussite. Il s’avère très utile dans la classification de la lèpre. Cependant, l'idée originale était de distinguer les patients atteints de lèpre et les personnes ayant un sang normal, et il invente pour cela un test cutané à l'aide du bacille mort, la « réaction de Mitsuda ». Il la présente au 3e congrès international sur la lèpre en 1923 mais reçoit peu d'attention. Il essaye de persuader à ce test de nombreux médecins qui viennent étudier auprès de lui. Le docteur Fumio Hayashi reprend finalement son test et le complète. L'importance du test de Mitsuda peut être confirmée par le fait qu'elle est l'axe de la classification de la lèpre de Ridley-Jopling (en).